# علی واکسی
علی واکسی فیلمی به کارگردانی سردار ساگر و نویسندگی اسماعیل پورسعید محصول سال ۱۳۴۰ است.

## خلاصه داستان
علی واکسی در حد امکاناتی خود زندگی خوبی دارد و راضیست تا اینکه همسرش از روی چشم و هم چشمی از او می‌خواهد که راهی تازه برای زندگی بیابد و وضع مرفه تری فراهم کند...

## بازیگران
- ارحام صدر
- تهمینه
- فرخ‌لقا هوشمند
- رقیه چهره‌آزاد
- عباس مصدق
- همایون